# Kostroma (déesse)
Pour les articles homonymes, voir Kostroma (homonymie).
Kostroma (en russe : Кострома) est une déesse de la mythologie slave.

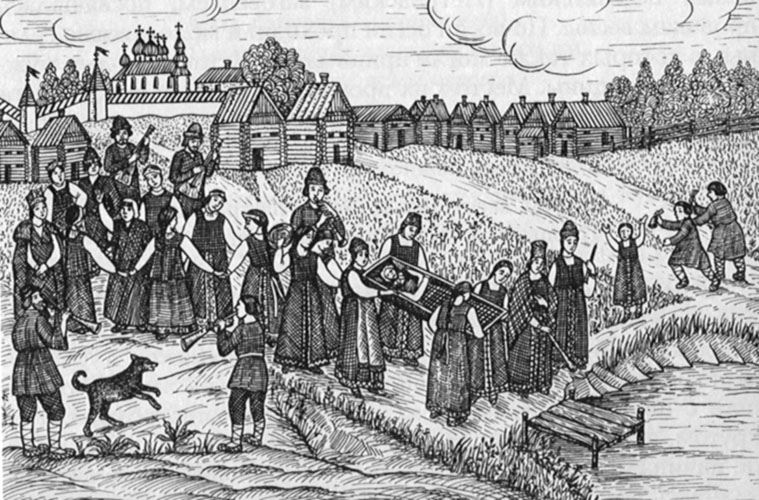
Les funérailles de Kostroma (loubok du XIXe siècle)

Kostroma était une déesse de la fertilité de la terre. Elle était vénérée par les Slaves de l'Est et le Semik lui était consacré.
Le Semik (en russe : Семи́к), également appelé la semaine verte (en russe : Зелёная неделя) ou la semaine des Rusalkas (en russe : Русалочья неделя) était une période de rites religieux qui se déroulait chaque année en juin. Le Semik avait pour principal but d'augmenter la fertilité des sols ; il était lié au culte des morts et comportait des rites concernant le printemps et les cultures. Durant le Semik, Kostroma était représentée par une jeune fille déguisée ou par un mannequin de paille, similaire à un épouvantail. D'abord le mannequin était honoré et adoré. Puis, les participants brûlaient, noyaient, enterraient ou déchiquetaient le mannequin. Enfin, ils célébraient les rites de deuil pour la mort de Kostroma.
Kostroma était la sœur jumelle de Koupala (ou Koupalo). Kupala i Kostroma (Koupala et Kostroma) est une chanson du folklore russe. Elle a été interprétée par des groupes récents : Ivan Kupala et Arkona.